# Beania ostia
Beania ostia är en mossdjursart som beskrevs av Robertson 1921. Beania ostia ingår i släktet Beania och familjen Beaniidae. Inga underarter finns listade i Catalogue of Life.